# Rosanna, Victoria
Rosanna är en del av en befolkad plats i Australien. Den ligger i delstaten Victoria, omkring 12 kilometer nordost om delstatshuvudstaden Melbourne. Antalet invånare är 7 697.
Runt Rosanna är det mycket tätbefolkat, med 2 261 invånare per kvadratkilometer.. Närmaste större samhälle är Melbourne, omkring 12 kilometer sydväst om Rosanna.
Runt Rosanna är det i huvudsak tätbebyggt. Genomsnittlig årsnederbörd är 1 244 millimeter. Den regnigaste månaden är juli, med i genomsnitt 140 mm nederbörd, och den torraste är januari, med 49 mm nederbörd.